# William Alfred Fowler
William Alfred Fowler (Pittsburgh, 9 de agosto de 1911 — Pasadena, 14 de março de 1995) foi um físico estadunidense.
Recebeu o Nobel de Física de 1983, por estudos teóricos e experimentais de reações nucleares importantes na formação dos elementos químicos no universo.

## Carreira
Em 1936, Fowler tornou-se pesquisador da Caltech. Em 1939, Fowler tornou-se professor assistente na Caltech.
Embora fosse um físico nuclear experimental, o artigo mais famoso de Fowler foi "Síntese dos Elementos nas Estrelas", em coautoria com o cosmologista de Cambridge Fred Hoyle e em colaboração com dois jovens astrônomos de Cambridge, E. Margaret Burbidge e Geoffrey Burbidge. Esse artigo de 1957 em Reviews of Modern Physics categorizou a maioria dos processos nucleares para a origem de todos, exceto os elementos químicos mais leves nas estrelas. É amplamente conhecido como o papel B2 FH.
Em 1942, Fowler tornou-se professor associado da Caltech. Em 1946, Fowler tornou-se professor na Caltech.
Fowler sucedeu Charles Lauritsen como diretor do Laboratório de Radiação Kellogg no Caltech, e ele mesmo foi sucedido mais tarde por Steven E. Koonin. Fowler foi premiado com a Medalha Nacional de Ciências pelo presidente Gerald Ford.
Fowler ganhou o Henry Norris Russell Lectureship da American Astronomical Society em 1963, o Prêmio Vetlesen em 1973, a Medalha Eddington em 1978, a Medalha Bruce da Sociedade Astronômica do Pacífico em 1979 e o Prêmio Nobel de Física em 1983 por seus estudos teóricos e experimentais das reações nucleares importantes na formação dos elementos químicos do universo (compartilhado com Subrahmanyan Chandrasekhar ).

## Publicações
- Fowler, W.A.; Lauritsen, C.C; Lauritsen, T. (1948). «Gamma radiation from light nuclei under proton bombardment» (PDF). Physical Review. 73 (2): 181–182. Bibcode:1948PhRv...73..181F. doi:10.1103/physrev.73.181.2
- Cook, C.W.; Fowler, W.A.; Lauritsen, C.C.; Lauritsen, T. (1957). «B12, C12 and Red Giants». Physical Review. 107 (2). 508 páginas. Bibcode:1957PhRv..107..508C. doi:10.1103/physrev.107.508
- Clayton, Donald D.; Fowler, W.A..; Hull, T.E.; Zimmerman, B.A. (1961). «Neutron capture chains in heavy element synthesis». Annals of Physics. 12 (3): 331–408. Bibcode:1961AnPhy..12..331C. doi:10.1016/0003-4916(61)90067-7
- Burbidge, E. M.; Burbidge, G. R.; Fowler, W. A.; Hoyle, F. (1957). «Synthesis of the Elements in Stars». Reviews of Modern Physics. 29 (4): 547–650. Bibcode:1957RvMP...29..547B. doi:10.1103/RevModPhys.29.547
- Fowler, W. A. (1958). «Temperature and Density Conditions for Nucleogenesis by Fusion Processes in Stars». W. K. Kellogg Radiation Laboratory. OSTI 4308210
- Seeger, P. A.; Fowler, W. A.; Clayton, Donald D. (1965). «Nucleosynthesis of heavy elements by neutron capture». Astrophysical Journal Supplement Series. 11. 121 páginas. Bibcode:1965ApJS...11..121S. doi:10.1086/190111
- Bodansky, D.; Clayton, Donald D.; Fowler, W.A. (1968). «Nucleosynthesis during silicon burning». Physical Review Letters. 20 (4): 161–164. Bibcode:1968PhRvL..20..161B. doi:10.1103/physrevlett.20.161
- Holmes, J.A.; Woosley, S.E.; Fowler, W.A.; Zimmerman, B.A. (1976). «Tables of thermonuclear-reaction-rate for neutron-induced reactions on heavy nuclei». Atomic Data and Nuclear Data Tables. 18. 305 páginas. Bibcode:1976ADNDT..18..305H. doi:10.1016/0092-640x(76)90011-5
- Caughlan, G.R.; Fowler, W.A.; Zimmerman, B.A. (1975). «Thermonuclear reaction rates, II». Annu. Rev. Astron. Astrophys. 13: 69–112. Bibcode:1975ARA&A..13...69F. doi:10.1146/annurev.aa.13.090175.000441

## Obituários
- BAAS 27 (1995) 1475
- NYT (1995)
- PASP 108 (1996) 1
- QJRAS 37 (1996) 89